# Соловьёв, Юрий Николаевич (полный кавалер ордена Трудовой Славы)
Юрий Николаевич Соловьёв — советский хозяйственный деятель, полный кавалер ордена Трудовой Славы.

## Биография
Родился в 1937 году в деревне Соболево. Член КПСС.
В 1956—1959 — военнослужащий Советской армии.
В 1959—1992 — резчик, сушильщик, машинист бумагоделательной машины Балахнинского бумажного комбината, советский специалист в НРБ, машинист бумагоделательной машины № 7, начальник смены, старший сменный мастер цеха № 2 Балахнинского целлюлозно-бумажного комбината имени Ф. Э. Дзержинского Министерства лесной, целлюлозно-бумажной и деревообрабатывающей промышленности СССР.
Указами Президиума Верховного Совета СССР от 21 апреля 1975 года и 19 марта 1981 года соответственно награждён орденами Трудовой Славы III и II степеней.
Указом Президиума Верховного Совета СССР от года награждён орденом Трудовой Славы I степени, став полным кавалером ордена Трудовой Славы.
Делегат XXVI съезда КПСС.
Умер в 1992 году в Балахне.